# Fabián Carini
Héctor Fabián Carini Hernández (Montevidéu, 26 de dezembro de 1979) é um ex-futebolista uruguaio que atuava como goleiro.

## Carreira
Iniciou sua carreira no Danubio, do Uruguai, em 1996, onde jogou por três temporadas. Suas boas atuações o levaram à Europa, sendo contratado pela Juventus, da Itália, em 2000. Dois anos depois, quase foi emprestado para o Arsenal, mas a negociação falhou na última hora, e no final das contas Carini acabou indo para o Standard de Liège.
O goleiro retornou ao futebol italiano em 2004, quando foi contratado pela Internazionale. Titular por algumas partidas, acabou perdendo espaço com a concorrência de Francesco Toldo e Júlio César, sendo em seguida emprestado ao Cagliari e atuando em apenas oito partidas. Com o final de seu empréstimo, foi vendido para o espanhol Real Murcia, onde jogou por dois anos, mas sofreu seguidas lesões.
Foi contratado à custo zero pelo Atlético Mineiro no dia 1 de setembro de 2009, permanecendo no Galo até 27 de julho de 2010, quando sem mais espaço no time e após péssimas atuações, rescindiu amigavelmente seu contrato com o clube brasileiro.
Em dezembro de 2010, já com 31 anos, acertou com o Peñarol.

## Seleção Nacional
Jogou dois mundiais juvenis defendendo o Uruguai (em 1997, na Copa do Mundo na Malásia, onde o Uruguai foi vice-campeão atrás de Argentina, foi reserva de Gustavo Munúa e em 1999, no Mundial da Nigéria, onde o Uruguai ficou em 4.º lugar, foi eleito o melhor goleiro do torneio pela imprensa internacional.
Carini fez sua estreia pela Seleção Uruguaia principal em 17 de junho de 1999, num amistoso contra o Paraguai, em que os uruguaios venceram por 4–3 em Ciudad del Este. Desde então, foi constantemente convocado até 2009, quando perdeu espaço para Fernando Muslera. Entre as competições disputadas, esteve na Copa América de 1999, na Copa do Mundo de 2002 e na Copa América de 2007, sendo titular em todas as competições.

## Títulos
Juventus
- Serie A: 2001–02

Internazionale
- Copa da Itália: 2004–05
- Supercopa da Itália: 2006
- Serie A: 2006–07

Atlético Mineiro
- Campeonato Mineiro: 2010